# Iugoslavística

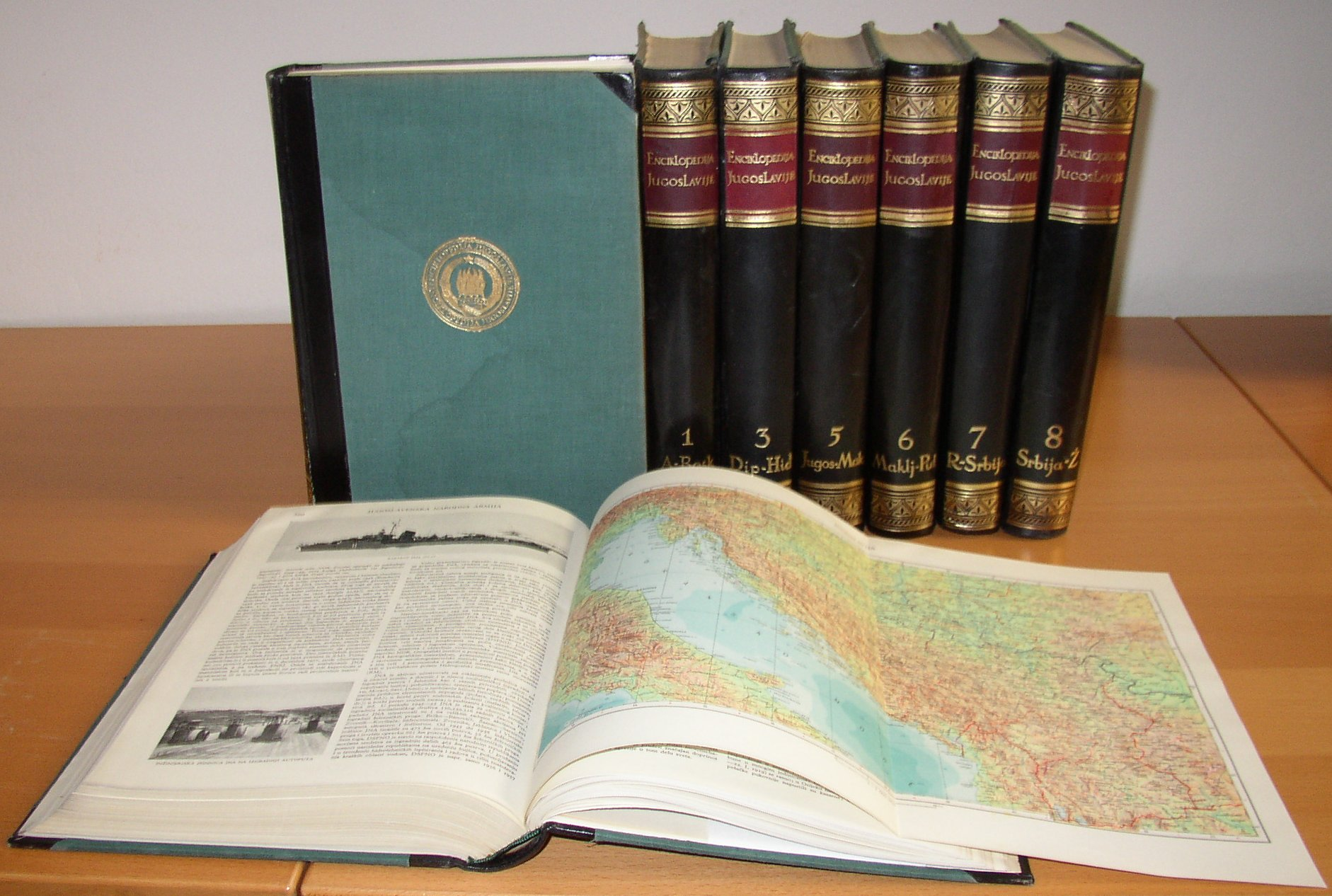
Enciclopédia da Iugoslávia (primeira edição)

A Iugoslavística (em servo-croata: Jugoslavistika; em esloveno: jugoslavologija; em macedônio/macedónio: Југословенски студии; em albanês: Studime Jugosllave; em alemão: Jugoslawistik; em latim: Iugoslavistica) ou Estudos Iugoslavos é uma disciplina acadêmica dentro dos estudos eslavos e estudos históricos que se preocupa com o estudo das origens do século XIX ou anteriores da ideia iugoslava, a criação da Iugoslávia, a história do Reino da Iugoslávia, a Segunda Guerra Mundial na Iugoslávia, a República Socialista Federativa da Iugoslávia e a dissolução da Iugoslávia, incluindo a Guerra Civil Iugoslava, bem como os iugoslavos como um termo genérico ou identificação exclusiva. No período contemporâneo, a disciplina também se concentra na lembrança pós-iugoslava da Iugoslávia.  Historicamente, o termo também foi usado como um termo abrangente para estudos sérvios, croatas, macedônios, bósnios, eslovenos e montenegrinos. Durante a década de 1990, a disciplina esteve intimamente ligada ao campo dos estudos de segurança devido aos conflitos na região. 
O colapso do Estado iugoslavo no início da década de 1990 colocou a existência da disciplina em questão, com diversas instituições mudando seus nomes ou fechando. O campo precisava redefinir sua nova posição em relação aos estudos eslavos do sul intimamente relacionados (que, além do espaço pós-iugoslavo, incluem também a Bulgária) e aos estudos servo-croatas (diferenciados ainda mais em estudos sérvios, croatas, bósnios e montenegrinos).  Em seu ensaio de 1993, O Fantasma da Iugoslávia (em alemão: Das Phantom der Jugoslavistik) O eslavista alemão Reinhard Lauer afirmou que o campo se baseava na coincidência histórica da existência de um estado iugoslavo e no “desaparecimento dos componentes e interesses búlgaros”, concluindo que os estudos eslavos do sul deveriam ocupar o seu lugar.  O conflito na área da antiga Iugoslávia atraiu, no entanto, uma atenção académica significativa, com mais de 130 livros publicados sobre o assunto e com vários autores a analisá-lo no âmbito dos estudos jugoslavos ou pós-jugoslavos.  Hoje, o campo está lidando com a análise transdisciplinar de vários fenômenos, relações sociais e práticas iugoslavas e pós-iugoslavas. 

## História
Após seu exílio da África do Sul, AnnMarie Wolpe conseguiu um cargo no Departamento de Estudos Iugoslavos da Universidade de Bradford em 1963. 

## Acadêmicos proeminentes na área
- Stevan K. Pavlowitch [7]
- Sabrina P. Ramet
- Tanja Lucić [8]
- Fred Singleton [9]

## Instituições históricas e contemporâneas

### Contemporâneas

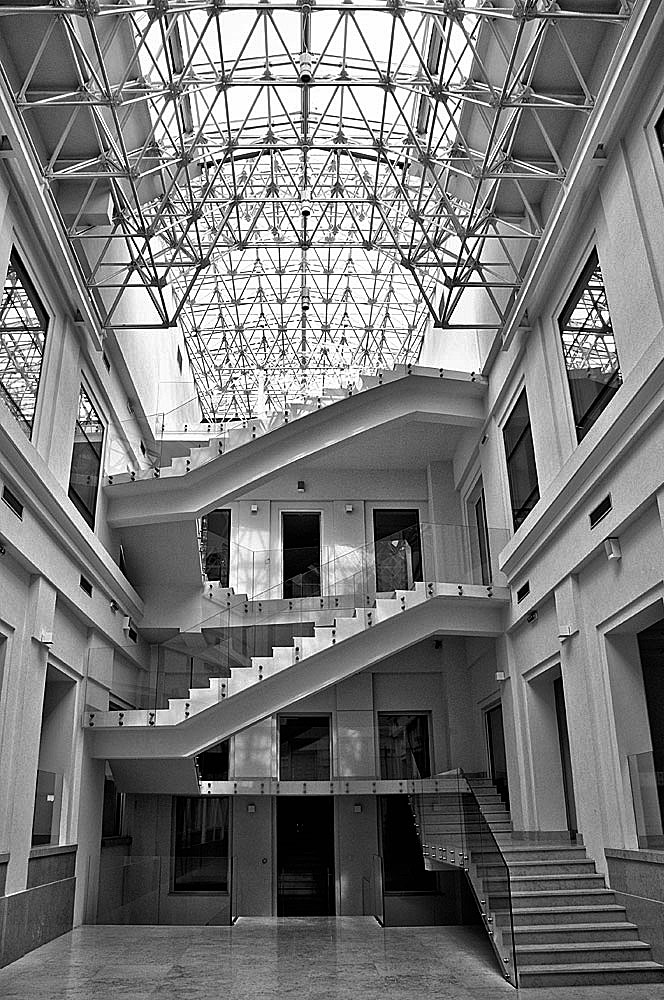
Arquivo de Filmes Iugoslavos, Belgrado, 2013.

#### Antiga Iugoslávia
- Museu da Iugoslávia
- Arquivos da Iugoslávia
- Arquivo de Filmes Iugoslavos
- Centro de Estudos Iugoslavos (CEJUS) da Universidade Singidunum

#### Outros locais
- Arquivo Fred Singleton, Universidade de Bradford [10]
- Associação Internacional de Estudos do Sudeste Europeu
- Associação de Novos Estudos Iugoslavos, Associação de Estudos Eslavos, do Leste Europeu e da Eurásia, organização interdisciplinar afiliada

### Históricas

#### Antiga Iugoslávia
- Academia Iugoslava de Ciências e Artes (hoje Academia Croata de Ciências e Artes)
- Instituto Lexicográfico Iugoslavo (hoje Instituto de Lexicografia Miroslav Krleža)
- Departamento de Iugoslávia (Universidade de Skopje) [11]
- Departamento de Iugoslávia (Faculdade de Humanidades e Ciências Sociais, Universidade de Zagreb) [12]
- Departamento de Iugoslávia (Universidade de Osijek) [13]

#### Outros locais
- Escola de Pós-Graduação em Estudos Iugoslavos da Universidade de Bradford
- Departamento de Iugoslávia (Universidade Carolina) [14]
- Departamento de Iugoslávia (Universidade Jaguelônica) [15]
- Departamento de Iugoslávia (Universidade de Bucareste) [16]